# Chloropteryx dalica
Chloropteryx dalica là một loài bướm đêm trong họ Geometridae.